# Skowarnki
Skowarnki (niem. Schönwerder) – osada w Polsce położona w województwie pomorskim, w powiecie człuchowskim, w gminie Debrzno.
Prywatna wieś szlachecka położona była w drugiej połowie XVI wieku w województwie pomorskim. W latach 1975–1998 miejscowość administracyjnie należała do województwa słupskiego.

## Historia
Wieś istnieje od roku 1356. Właścicielami dóbr byli m.in. Kleistowie i Gockowscy. W XVI wieku we wsi funkcjonował kościół protestancki, który w 1650 przeszedł w ręce katolików. Prawdopodobnie w drugiej połowie XVIII wieku świątynia popadła w ruinę. Obecnie wieś Skowarnki należy do parafii w oddalonym o 4 km Uniechowie, a nabożeństwa są odprawiane w specjalnie zaadaptowanym pomieszczeniu po byłej szkole. 
W Skowarnkach znajduje się zespół pałacowo-parkowy oraz cmentarz protestancko-katolicki, który nie przetrwał w całości do dziś.

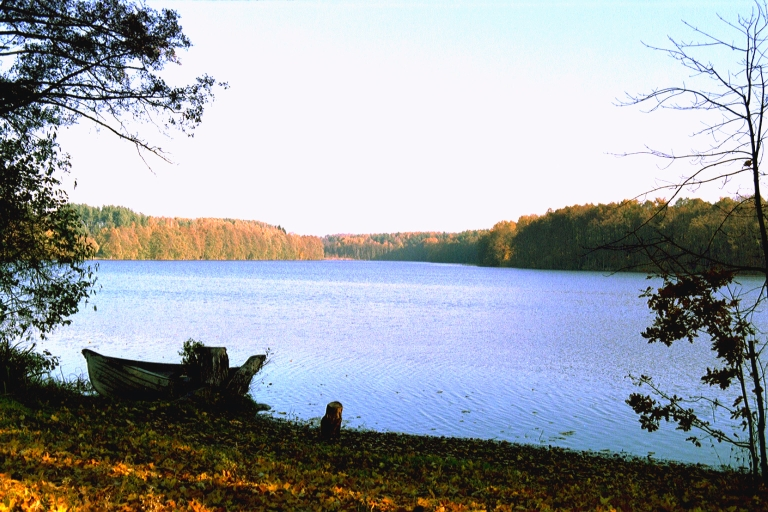
Jezioro
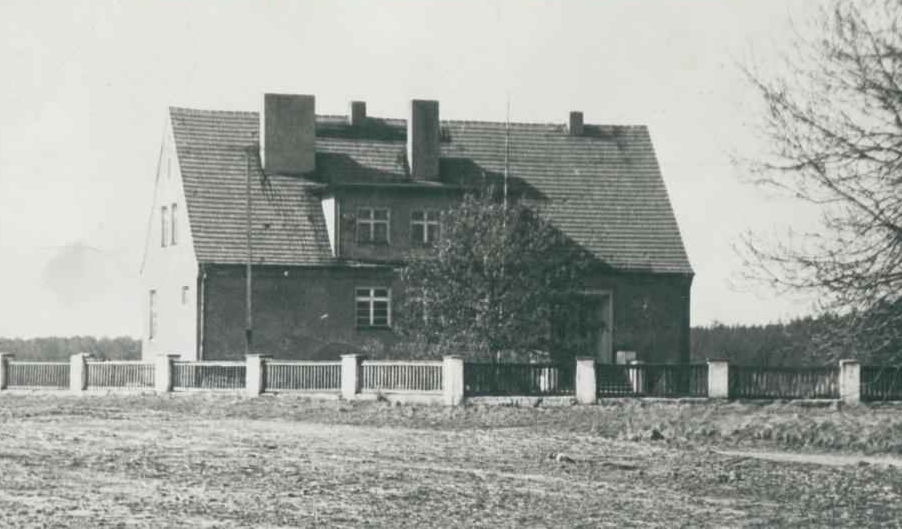
Stara szkoła